# Az Igazság Ligája: Atlantisz trónja
Az Igazság Ligája: Atlantisz trónja (eredeti cím: Justice League: Throne of Atlantis) 2015-ös animációs film, a DC animációs filmuniverzum 3. filmje. A filmet Ethen Spaulding rendezte Heath Corson forgatókönyve alapján, a főbb szereplők hangjai között megtalálható Matt Lanter, Sam Witwer, Rosario Dawson, Nathan Fillion és Christopher Gorham.
Az Amerikai Egyesült Államokban 2015. január 13-án adták ki digitális, 2015. január 27-én pedig DVD-n és Blu-ray-en is kiadták, Magyarországon 2016. január 16-án adta le az HBO.

## Cselekmény
Atlantisz királya meghal, a víz alatti királyság népe ezután háborúzni akar a szárazföldi népek ellen. Ezt megakadályozni akarván Atlanna királynő az Igazság Ligája segítségét kéri, hogy megtalálják rég elveszett fiát, aki átvehetné a királyság irányítását. Meg is találják a fiút, Arthur Curryt, akinek Atlantisz uralkodójává és a legendás hőssé, Aquamanné kell válnia.

## Szereplők
| Szereplő                 | Színész            | Magyar hang            |
| ------------------------ | ------------------ | ---------------------- |
| Arthur Curry / Aquaman   | Matt Lanter        | Horváth-Töreki Gergely |
| Shazam                   | Sean Astin         | Jakab Márk             |
| Diane Prince / Csodanő   | Rosario Dawson     | Nagy-Németh Borbála    |
| Hal Jorden / Zöld Lámpás | Nathan Fillion     | Zámbori Soma           |
| Barry Allen / Villám     | Christopher Gorham | Előd Álmos             |
| Mera                     | Sumalee Montano    | Nemes Takách Kata      |
| Victor Stone / Kiborg    | Shemar Moore       | Varga Gábor            |
| Clark Kent / Superman    | Jerry O’Connell    | Welker Gábor           |
| Bruce Wayne / Batman     | Jason O'Mara       | Galambos Péter         |
| Orm                      | Sam Witwer         | Szatory Dávid          |
| Sarah Charles            | Melique Berger     | Bozó Andrea            |
| Thomas Curry             | Larry Cedar        | Haagen Imre            |
| Kapitány                 | Paul Eiding        | Rosta Sándor           |
| Csapos                   | Paul Eiding        | Bolla Róbert           |
| Atlanna királynő         | Sirena Irwin       | Bertalan Ágnes         |
| Lane tábornok            | Jay Johnson        | Kisfalusi Lehel        |
| Dr. Shin                 | Matthew Yang King  | Csuha Lajos            |
| Lois Lane                | Juliet Landau      | Ruttkay Laura          |
| Fekete Rája              | Harry Lennix       | Megyeri János          |
| Steve Trevor             | George Newbern     | Varga Rókus            |
| John Henry Irons         | Khary Payton       | Dézsy Szabó Gábor      |
| Fiatal Arthur            | Dane Jamieson      | Ács Balázs             |
| Idős atlantiszi nő       | Andrea Romano      | Bókai Mária            |
| Vándor                   | Michael Rosenbaum  | Papucsek Vilmos        |
| Szamítógép               | Steven Blum        | Bordás János           |